# Tomáš Sýkora
Tomáš Sýkora (* 20. listopadu 1978 Přerov) je bývalý český hokejový útočník. Je odchovancem přerovského hokejového klubu. Největší část své kariéry strávil v Přerově, Ústí nad Labem a v Mladé Boleslavi. Jeho dalšími působišti byly Havířov, Šumperk, Prostějov, Most, Zlín, Beroun a Karlovy Vary. Je mistrem české extraligy ze sezóny 2012/2013 s mužstvem HC Škoda Plzeň. V české nejvyšší soutěži odehrál 400 zápasů, dalších více než 600 odehrál v první lize.

## Kariéra
Tomáš Sýkora začínal s ledním hokejem v rodném Přerově, ve kterém hrál až do juniorského věku. V následujících letech vystřídal několik moravských mužstev. Nejlepší období z této doby zažil v sezóně 2002/2003, kdy hájil barvy Prostějova, hrajícího 1. ligu. Po této vydařené štaci zamířil do týmu HC Slovan Ústečtí Lvi. V něm se neúspěšně pokoušel probojovat do české nejvyšší soutěže. Podařilo se mu to až v sezóně 2008/2009 s týmem BK Mladá Boleslav. Po postupu do české extraligy vystřídal, kromě Mladé Boleslavi, ještě dva kluby, Karlovy Vary a Zlín. V sezóně 2012/2013 se vrátil do sestavy Ústí nad Labem. Na začátku roku 2013 ovšem zamířil do týmu HC Škoda Plzeň. Tento přestup se ukázal jako klíčový, neboť s Plzní na jaře slavil mistrovský titul. K historicky prvnímu vítězství Plzně v české nejvyšší soutěži Sýkora přispěl jednou brankou, ale především obětavou a týmovou hrou. Za Plzeň odehrál následující dvě sezóny, od roku 2015 až do konce hráčské kariéry v listopadu 2019 byl kapitánem prvoligového Přerova, kde zůstal do konce sezóny jako člen realizačního týmu.

## Působiště
- 1996–2000 HC Přerov
- 2000/2001 HC Femax Havířov, HC Draci Šumperk, HC Prostějov, HC Minor Přerov
- 2001/2002 HC Prostějov
- 2002/2003 HC Prostějov, HC Hamé Zlín
- 2003–2005 HC Slovan Ústečtí Lvi
- 2005/2006 HC Slovan Ústečtí Lvi, HC Berounští Medvědi
- 2006–2008 BK Mladá Boleslav, HC Most
- 2008–2010 BK Mladá Boleslav
- 2010/2012 HC PSG Zlín, HC Energie Karlovy Vary
- 2012/2013 HC Slovan Ústečtí Lvi, HC Škoda Plzeň
- 2013/2014 HC Škoda Plzeň
- 2014/2015 HC Škoda Plzeň
- 2015–2019 HC ZUBR Přerov